# TC Hanse Wesel
Der Tanzsport-Club Hanse Wesel e.V. war ein Tanzsportverein in Wesel. Der Verein bot in erster Linie Tanzsport (Paartanzen und Formationstanzen), Gesellschaftstanz und Discofox an. Er verfügte über mehrere Lateinformationen und war mit dem A-Team in der 1. Bundesliga Latein, mit dem B-Team in der 2. Bundesliga Latein vertreten.
Im Frühjahr des Jahres 2007 stellte der Verein wegen Verbindlichkeiten in Höhe von knapp 8500 Euro einen Insolvenzantrag, der jedoch vom zuständigen Gericht im November des Jahres mangels Masse abgewiesen wurde. Der Verein war in Schwierigkeiten geraten, nachdem 2005 zahlreiche Mitglieder den Verein verlassen und mit der TSG Balance Wesel einen eigenen Tanzsportverein gegründet hatten. Hinzu kamen hohe Mietkosten für den Clubsaal.
Nachdem der Insolvenzantrag gestellt war, verließ ein Teil der Mitglieder den Verein und gründete den TSC Let’s Dance Wesel.

## Lateinformationen

### A-Team
Das A-Team des TC Hanse Wesel tanzte zuletzt zwei Saisons in der 2. Bundesliga Latein (Saison 2005/2006 und 2006/2007). Zuvor war das Team auch mehrfach in der 1. Bundesliga Latein vertreten, so unter anderem in den Saisons 2001/2002 und 2002/2003 sowie in der Saison 2005/2006.
In der Saison 2006/2007 belegte das Team den letzten Platz der 2. Bundesliga Latein und stieg in die Regionalliga West Latein ab. Aufgrund der Finanzschwierigkeiten des Vereins wurde der Tanzsport auf Wettkampfebene eingestellt, das Team trat in der nächsten Saison in der Regionalliga West nicht mehr an.

### B-Team
Das B-Team des TC Hanse Wesel tanzte überwiegend in der Oberliga West Latein oder der Regionalliga West Latein, schaffte jedoch von der Saison 2000/2001 in der Oberliga West Latein den Durchmarsch in die 2. Bundesliga Latein, wo das Team dann die Saisons 2002/2003 und 2003/2004 tanzte.

### Weitere Lateinformationen
Neben dem A- und dem B-Team verfügte der Verein noch über ein C-Team, das in den unteren Ligen antrat. In der Saison 2004/2005 trat darüber hinaus auch noch ein D-Team für den TC Hanse Wesel in der Landesliga West Latein an.